# 所羅門勇士足球會
所羅門勇士足球會(Solomon Warriors FC）是一支位於所羅門群島霍尼亞拉的職業足球會，目前於所羅門群島全國俱樂部錦標賽角逐。

## 榮譽
- 美拉尼西亞超級杯:

冠軍 (2): 2014, 2015
- 所羅門群島全國俱樂部錦標賽:

冠軍 (7): 2011–12, 2013–14, 2015–16, 2017, 2018, 2019–20, 2022–23, 2023
亞軍 (2): 2010–11, 2014–15
- 電信聯盟冠軍系列賽:

冠軍 (2): 2011, 2012

## 外部連結
- Solomon Warriors FC的Facebook專頁